# ARDIJA HOT LINE
（アルディージャホットライン）は、NACK5で放送されていたスポーツ番組である。

## 概要
サッカーJリーグの大宮アルディージャの最新情報を伝える番組。普段は一週間のアルディージャの動きを中心にした内容。選手や監督、サポーターのインタビューも生声で放送される。
原則大宮アルシェ内のSTUDIO ARCHEからの公開生放送。諸事情により、事前収録の場合もあって公開生放送が実施されないこともある。かつては、Hithit.comでも中継を見ることができた。当日にアルディージャのゲームがある場合、会場から電話出演になることもある。
クラブ自体がスポンサー（現在のクレジットは大宮アルディージャであるが、以前はアルディージャの運営会社であるエヌ・ティ・ティ・スポーツコミュニティがクレジットされていた）であり、情報はすべてオフィシャルなものである。

## パーソナリティ
- 鈴木まひる
- 石川央子
- 小嶋亜由美
- 山田真以
- 國領浩子